# Partit Unionista Progressista
Partit Unionista Progressista (Progressive Unionist Party, PUP) és un partit polític d'Irlanda del Nord fundat el 1979 a partir del Grup Independent Unionista que funcionava a Shankill (Belfast). Lligat a la Força dels Voluntaris de l'Ulster (UVF), és l'ala esquerra de l'unionisme, ja que rep suport electoral de la classe treballadora unionista. Es diferencia del Partit Unionista de l'Ulster i del Partit Democràtic Unionista per la seva òptica esquerrana, ja que els altres dos són força conservadors.

## Història
Fou fundat per Hugh Smyth el 1979, i en fou cap fins al 2002, quan fou susbtituït per David Ervine. Ha mantingut una presència a les institucions ulsterianes. El 1994 Smyth fou nomenat lord alcalde de Belfast i a les Eleccions per al Fòrum d'Irlanda del Nord de 1996 va obtenir 2 escons (per a Smyth i Ervine). Va donar suport a l'acord de Belfast i a les eleccions general d'Irlanda del Nord de 1998 va obtenir 2 escons (Billy Hutchinson i Ervine) 
A les eleccions de 2003 només obtingué un escó (Ervine). A les eleccions locals de 2005 va perdre part del suport electoral i sembla en decadència. Després d'un enfrontament entre UVF i la Força Lleialista de l'Ulster, amb 4 morts, deixaren de donar-los suport.
El 2007 Ervine va morir d'un atac de cor i el va substituir Dawn Purvis, professora associada de la Universitat de l'Ulster i primera dona a presidir un partit unionista. A les eleccions de 2007 va presentar tres candidats (Purvis, Elaine Martin i Andrew Park), però només va obtenir un escó.

## Líders
- Hugh Smyth - 1979 - 2002
- David Ervine - 2002 - 2007
- Dawn Purvis - 2007 - 2010
- John Kyle - 2010
- Brian Ervine - 2010 - 2011
- Billy Hutchinson - 2011 - present